# Condy Raguet
Condy Raguet (28 de enero de 1784 – 22 de marzo de 1842) fue el primer encargado de negocios de Estados Unidos en Brasil y un destacado político y defensor del libre comercio de Filadelfia, Pensilvania. De ascendencia francesa, Raguet se educó en la Universidad de Pensilvania. Después de graduarse comenzó a estudiar derecho pero tuvo que abandonar sus estudios tras la muerte de su padre. Trabajó brevemente como supercargo para una casa de recuento, antes de iniciar su propio negocio. Posteriormente trabajó como gerente o presidente de varias empresas, siendo la más notable la Philadelphia Savings Fund Society. En 1816 Raguet leyó sobre el crecimiento de las cajas de ahorros en Gran Bretaña y le gustó la idea; se acercó a otros socios comerciales de Filadelfia y juntos crearon en sociedad, la primera caja de ahorros de Estados Unidos.
Como miembro del Partido Federalista, Raguet fue elegido para la Cámara de Representantes de Pensilvania en 1815 y para el Senado del Estado de Pensilvania en 1818. En 1821, el presidente James Monroe nombró a Raguet cónsul en Brasil. Después de que Brasil se independizó, el presidente John Quincy Adams nombró a Raguet encargado de negocios en Brasil. En este cargo, Raguet se sintió cada vez más frustrado por la falta de respuesta de Brasil a las quejas de los Estados Unidos de que sus ciudadanos se veían obligados a trabajar en buques de guerra brasileños en contra de su voluntad. Las comunicaciones de Raguet con el gobierno brasileño se volvieron cada vez más contundentes y poco diplomáticas hasta el punto de que una vez escribió al Departamento de Estado de los Estados Unidos que estaba tan frustrado que apenas podía considerar a los brasileños como un pueblo civilizado. A pesar de los impulsos de Washington D. C. de mejorar su enfoque hacia Brasil, Raguet abandonó abruptamente el país después de que la Armada brasileña se apoderara de un antiguo buque de guerra estadounidense. Adams escribiría más tarde que, a pesar de tener buenas intenciones, la "temeridad e intemperancia" de Raguet casi "llevó a este país y a Brasil al borde de la guerra".
Después de que Adams rechazó cualquier posibilidad de que Raguet regresara al trabajo diplomático, Raguet volvió a sus negocios en Filadelfia. Con sus opiniones económicas moldeadas por el pánico de 1819, se convirtió en uno de los defensores más destacados del libre comercio en los Estados Unidos. Editó numerosas revistas relacionadas con el libre comercio y escribió y publicó trabajos sobre el tema. El más notable fue el de Moneda y Banca; publicado en 1839, Samuel J. Tilden lo calificó como "el mejor tratado sobre banca jamás publicado en el país".

## Biografía
Condy Raguet nació el 28 de enero de 1784 en Filadelfia, Pensilvania. De ascendencia francesa, Raguet se educó en la Universidad de Pensilvania y durante dieciocho meses después de graduarse estudió derecho. Tuvo que dejar sus estudios después de la muerte de su padre y se convirtió en comerciante de una casa de contabilidad. En 1804 fue enviado a Santo Domingo como supercargo para un barco. Pasó cuatro meses allí y, a su regreso, escribió y publicó Una breve reseña del estado actual de las cosas en Santo Domingo. Raguet regresó durante ocho meses en 1805 y volvió a publicar un libro sobre los acontecimientos en la isla. El 23 de diciembre de 1807, Raguet se casó con Catherine S. Simmons.

## Sociedad del Fondo de Ahorros de Filadelfia
En 1816, mientras era presidente de Pennsylvania Company for Insurances on Lives and Granting Annuities, Raguet leyó revistas y folletos sobre el crecimiento de las cajas de ahorros en Gran Bretaña. Interesado en la idea, comunicó el concepto a otros empresarios que conocía y juntos crearon la Philadelphia Savings Fund Society. El primer banco de ahorros en los Estados Unidos, el Philadelphia Savings Fund Society finalmente se convertiría en una institución respetada de Filadelfia que duraría hasta 1992. Raguet participó activamente en los primeros trabajos de la Sociedad del Fondo de Ahorros de Filadelfia, trabajando en comités para establecer las operaciones de la empresa, redactar estatutos y crear un estatuto. En 1820 presentó su renuncia a la Junta Directiva de la Sociedad del Fondo de Ahorros de Filadelfia debido a ausencias planificadas de la ciudad. Inicialmente, la junta rechazó su renuncia, pero después de que dejó de asistir a las reuniones de la junta, la junta aceptó su renuncia en julio de 1821.
Otras actividades que a Raguet le interesaron incluyeron la ley, fue admitido en el colegio de abogados de Filadelfia en 1820 En otros momentos de su vida, Raguet fue presidente de la Cámara de Comercio y miembro de la American Philosophical Society.  Ya en 1817 Raguet también participó activamente en la creación de una congregación basada en el swedenborgianismo.

## Brasil
En 1821, el presidente James Monroe nombró a Raguet cónsul de los Estados Unidos en Río de Janeiro. Durante su mandato, entre 1822 y 1825, negoció un tratado comercial con Brasil. Cuando Estados Unidos se preparaba para reconocer formalmente a un Brasil recién independizado mediante el nombramiento de un encargado de negocios, el secretario de Estado, John Quincy Adams, recomendó a Raguet para el puesto. A pesar de los impulsos de formalizar las relaciones entre Estados Unidos y Brasil, el presidente James Madison no nombró a nadie antes del final de su mandato. Casi inmediatamente después de asumir el cargo, el presidente Adams nombró a Raguet encargado de negocios en Brasil el 9 de marzo de 1825.
Raguet se convirtió en el primer encargado de negocios de Estados Unidos a Brasil el 29 de octubre de 1825. Uno de los primeros temas que trató fue el bloqueo de los puertos argentinos por parte de la armada brasileña durante la  Guerra Cisplatina. Argentina era un socio comercial creciente de Estados Unidos y Raguet y su homólogo en Argentina trabajaron para convencer a Brasil de que restringiera su bloqueo solo a ciertos puertos y que los barcos que se acercaban al bloqueo debían ser advertidos antes de ser capturados por Brasil. Después de las negociaciones, Brasil restringió su bloqueo a solo puertos en el Río de la Plata, pero el bloqueo aún abarcaba más puertos de los que Estados Unidos estaba presionando. Brasil nunca adoptó la política de advertir a los barcos, pero muchos barcos fueron advertidos y soltados.
Las relaciones entre Brasil y Estados Unidos se tensaron por el reclutamiento de marineros estadounidenses para los buques de guerra brasileños mediante el fraude y la coacción. Los ciudadanos de los Estados Unidos fueron atraídos a barcos brasileños y después del final de su período de alistamiento voluntario se vieron obligados a quedarse. Raguet se sintió frustrado por cómo el gobierno brasileño nunca cumplió sus promesas de investigar las denuncias. El problema solo empeoró cuando Brasil se apoderó de los buques mercantes de Estados Unidos por intentar o tener la intención de evitar el bloqueo. Las tripulaciones de los barcos a menudo fueron manipuladas para el servicio brasileño o encarceladas. Las tensiones sobre el tema continuaron aumentando, especialmente después de que un comandante de la Marina de los Estados Unidos, respaldado por la fuerza, consiguiera la liberación de dos estadounidenses detenidos. Finalmente, la Armada brasileña ordenó a todos los barcos que entregaran inmediatamente a todos los ciudadanos estadounidenses detenidos indebidamente. A pesar de la orden, Raguet estaba cada vez más frustrado con lo que, en su opinión, era la deliberada demora de Brasil en el procesamiento de los barcos y ciudadanos estadounidenses detenidos. Después de recibir la aprobación del Secretario de Estado Henry Clay sobre sus esfuerzos, Raguet se envalentonó y sus notas al gobierno brasileño se volvieron más contundentes y poco diplomáticas.
Luego de que una carta de un canciller brasileño solicitara que Raguet usara más moderación en sus comunicaciones, le escribió a Clay que el gobierno brasileño estaba ofendido por sus comunicaciones, que había perdido la paciencia con ellas y que no consideraba a los brasileños como personas civilizadas. A fines de 1826, copias de las cartas de las comunicaciones de Raguet al gobierno brasileño habían llegado al Departamento de Estado en Washington D. C. Henry Clay respondió indicando que sería mejor usar un lenguaje firme y decisivo, pero al mismo tiempo moderado y respetuoso. Ninguna causa se beneficia jamás de la manifestación de la pasión o del uso de un lenguaje áspero y descortés ". En respuesta a una solicitud que hizo Raguet de amenazar con romper las relaciones diplomáticas con Brasil si no liberaban sus barcos, Clay dijo que "la guerra o las amenazas de guerra no deben emplearse como instrumentos de reparación hasta después del fracaso de todo experimento pacífico".
A principios de 1827, las relaciones con Brasil mejoraron después de que un nuevo ministro de Relaciones Exteriores asumiera el cargo, pero eso cambió rápidamente en marzo cuando Brasil se apoderó del USS Spark, un buque de guerra estadounidense recientemente desmantelado. Después de una oferta rechazada para vender el Spark a Brasil, el barco se dirigió a Montevideo. En el camino, el barco fue capturado por un buque de guerra brasileño y su tripulación encarcelada. Brasil exigió una explicación por lo que dijo que eran irregularidades en las actividades del Spark y sospechaba que el barco era un corsario que iba a unirse a Argentina. Raguet no creía que los brasileños realmente creyeran que el Spark era un corsario y sintió que lo que llamó "el insulto más deliberado y prepotente" contra Estados Unidos estaba planeado con días de anticipación. El incidente con el Spark fue la gota que colmó el vaso para Raguet. Envió una carta al gobierno brasileño diciendo "que hechos recientes lo inducen a retirarse de la corte de Brasil, y por lo tanto solicita que su excelencia le proporcione los pasaportes necesarios". Dejó su cargo de encargado de negocios el 16 de abril de 1827.
Una vez que Washington se enteró de que Raguet se había ido de Brasil, el Departamento de Estado rápidamente trabajó para nombrar a alguien nuevo para reparar cualquier daño causado por Raguet y continuar trabajando para resolver los problemas con Brasil que habían llevado a Raguet a irse. Adams escribiría más tarde que las relaciones entre Estados Unidos y Brasil se vieron "agravadas por la temeridad e intemperancia de Condy Raguet, ... (que había) llevado a este país y a Brasil al borde de la guerra". Al regreso de Raguet a los Estados Unidos sostuvo una reunión con Clay y Adams quienes dijeron "Le dije que mi opinión sobre su integridad, patriotismo y celo estaba intacta; que estaba convencido de la pureza de sus motivos al paso que había dado". tomado; pero que pensé que habría sido mejor si antes de dar ese paso hubiera consultado a su gobierno ". Cuando Raguet fue sugerido para otro puesto de embajador en 1828, Adams sintió que, si bien los motivos de Raguet eran buenos, sentía que poner a alguien con "tal temperamento y falta de juicio, que tomaba las bravuconadas por valentía y la insolencia por energía, era demasiado peligroso".

En 1836 regresó a la Philadelphia Savings Fund Society, donde trabajó hasta su muerte unos años más tarde. Raguet murió en Filadelfia el 22 de marzo de 1842 y fue enterrado en Lower Burial Ground (Cementerio Hood) en Filadelfia.

## Opiniones económicas
Desde el final de la guerra de 1812, Raguet fue uno de los principales inflacionistas, apoyando la inflación deliberada mediante el aumento de la oferta disponible de moneda y crédito. Sin embargo, su posición cambió después del Pánico de 1819. El Pánico también convirtió a Raguet de proteccionista en un destacado promotor del libre comercio. Mientras era senador estatal, Raguet envió un cuestionario a legisladores y ciudadanos prominentes en cada condado del estado para determinar el alcance de la depresión. Una de las preguntas fue "¿Considera que las ventajas del sistema bancario superan sus males?" Dieciséis de diecinueve condados respondieron negativamente. Raguet concluyó que la depresión fue el resultado de la expansión del crédito bancario y la posterior contracción a medida que el dinero físico se drenaba de las bóvedas del banco. Promovió las restricciones a los bancos y la concesión de permisos bancarios.
Después de regresar a los Estados Unidos desde Brasil, se convirtió en publicista de las doctrinas del libre comercio contribuyendo al Port-Folio y otras publicaciones periódicas. También editó varias revistas relacionadas con el libre comercio, incluidas The Free-Trade Advocate, The Examiner y The Financial Register. A finales de la década de 1830, continuó escribiendo, siendo autor de Los principios del libre comercio (1835) y Sobre la moneda y la banca (1839). On Currency and Banking, que Samuel J. Tilden calificó como "el mejor tratado sobre banca jamás publicado en el país", fue reeditado en Gran Bretaña en 1839 y traducido al francés en 1840.

## Trabajos publicados
- A Short Account of the Present State of Affairs in St. Domingo (Breve reseña del estado actual de las cosas en Santo Domingo) (1804)
- A Circumstantial Account of the Massacre in St. Domingo (Un relato circunstancial de la masacre de Santo Domingo) (1805)
- An Inquiry into the Causes of the Present State of the Circulating Medium of the United States (Una investigación sobre las causas del estado actual del medio circulante de los Estados Unidos) (1815)
- The Principals of Free Trade (Los principios del libre comercio)  (1835)
- On Currency and Banking (1839)